# Орас Бенедикт де Соссюр
Орас Бенедикт де Соссюр (фр. Horace-Bénédict de Saussure; 17 лютого 1740, Конш, поблизу Женеви, Швейцарія — 22 січня 1799, Женева) — швейцарський геолог, ботанік, винахідник і альпініст. Син Ніколя де Соссюра.

## Життєпис
У молоді роки багато займався ботанікою, описуючи високогірні альпійські рослини.
Сконструював або удосконалив безліч оригінальних вимірювальних приладів (різні гігрометри, магнітометр, діафанометр, анемометр, евапорометр тощо).

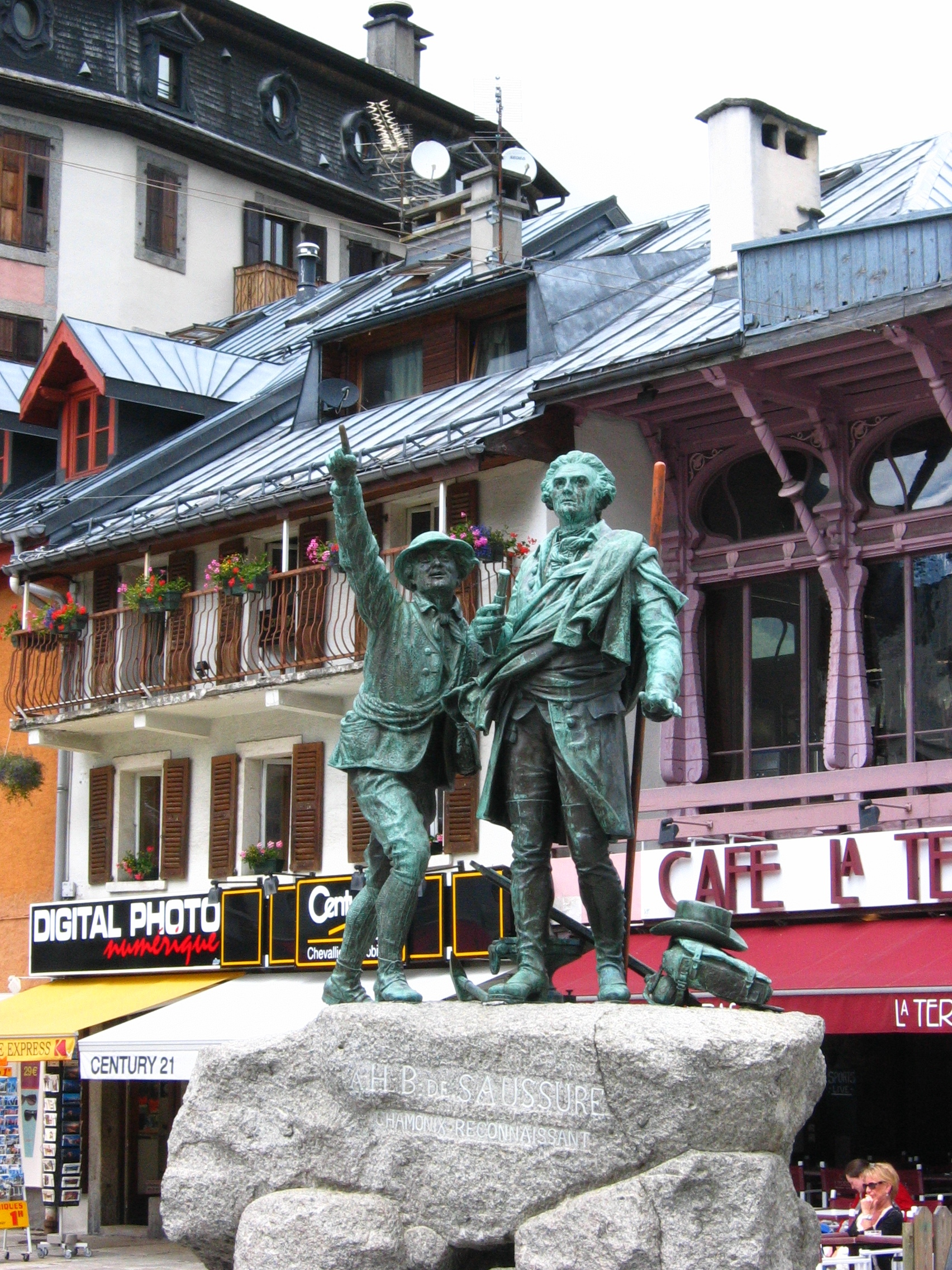
Пам'ятник Бальма та Соссюру в Шамоні

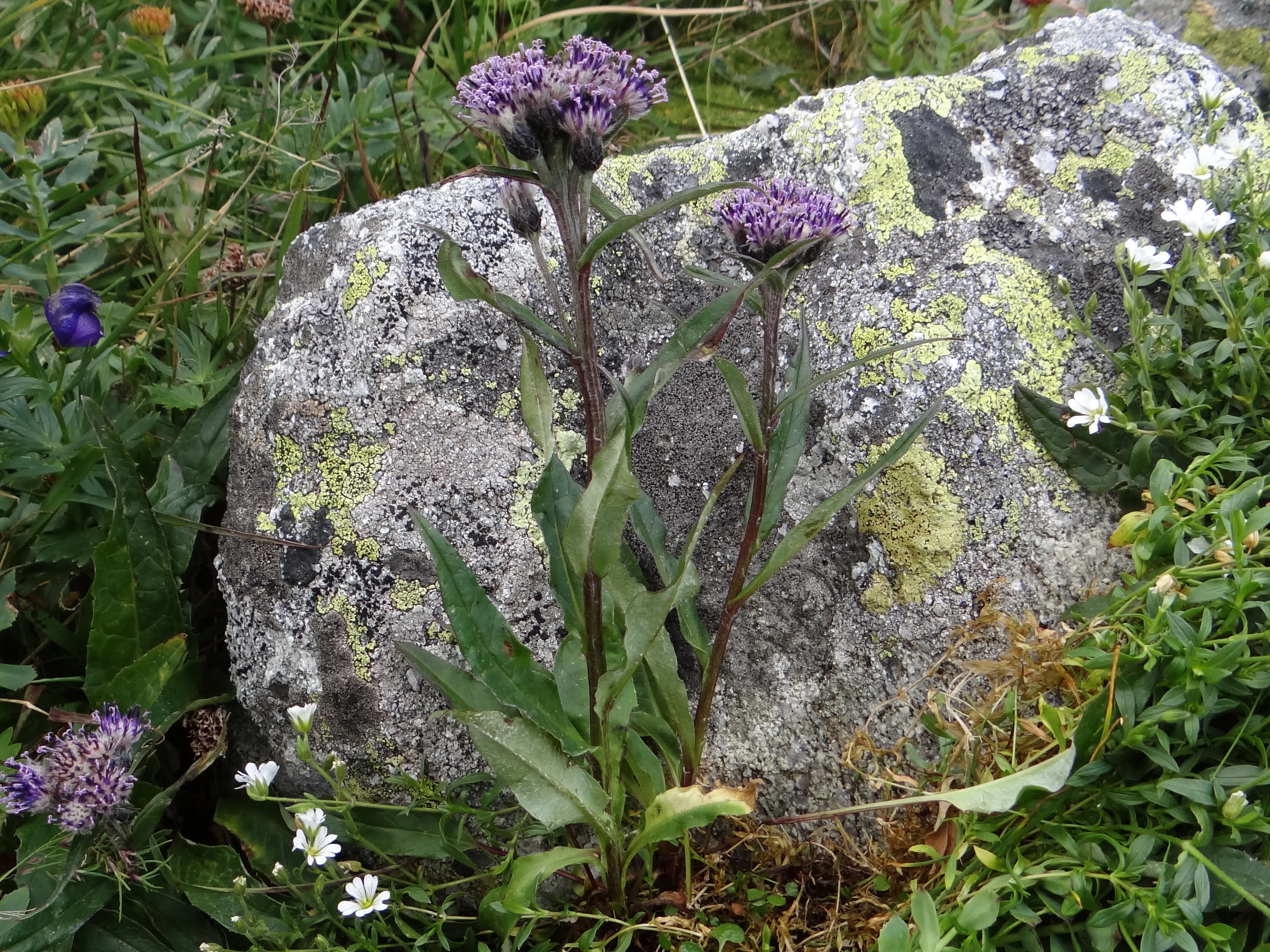
Saussurea alpina

Дослідження багато в чому були пов'язані з порівняльним виміром температури, вологості та інших природних показників на різних висотах Альп — Соссюр показав, наприклад, що нижній шар води в глибоких озерах завжди залишається холодним, що для прогріву землі на глибині 30 футів під впливом літнього тепла потрібно шість місяців, і т. ін. На підставі досліджень висунув ряд сміливих гіпотез, які, в основному, не підтвердилися. Вважається, однак, що саме він першим запропонував термін «геологія» (1779).
Як альпініст, неодноразово піднімався на найвищі вершини Альп, проводячи там чимало часу. Після невдалого сходження на Монблан заснував премію тому, хто розвідає спосіб сходження, і в 1787 р., після того, як в 1786 р. Мішель Паккар і Жак Бальма здійснили перше успішне сходження, разом з Бальма піднявся на вершину Монблану вже з дослідним устаткуванням — першим зафіксувавши при цьому, що саме Монблан є найвищою вершиною Європи.
Натуралістичні нариси Соссюра «Подорожі в Альпах» (фр. Voyages dans les Alpes; 1779–1796) багаторазово перевидавалися, а в 1834 р. була вперше опублікована і ненаукова, пейзажно-лірична частина його записок (фр. Partie pittoresque des ouvrages de M. de Saussure). Діяльність Соссюра сприяла популяризації альпінізму і гірського відпочинку.
Для потреб своєї альпіністської діяльності сконструював першу в Європі переносну піч для приготування гарячої їжі силою сонячних променів.
У 1799 році запропонував термін геологія.

## Вшанування
На його честь названо рід високогірних трав Saussurea DC., мінеральний агрегат Соссюр. Портрет Соссюра був поміщений на банкноті номіналом 20 швейцарських франків шостого випуску (купюра друкувалася в 1979-1995 р., дійсна до 2020 р.).